# Santa Lucia (Lied)
Santa Lucia ist ein neapolitanisches Lied (Canzone napoletana) aus der Mitte des 19. Jahrhunderts, das besonders in Skandinavien durch die Verbreitung des Luciafestes berühmt geworden ist. Veröffentlicht wurde es 1849 von Teodoro Cottrau. Ob er Text und Musik selbst verfasst oder – wahrscheinlicher – nur aufgezeichnet und bearbeitet hat, ist unsicher.

## Entstehung und Rezeption

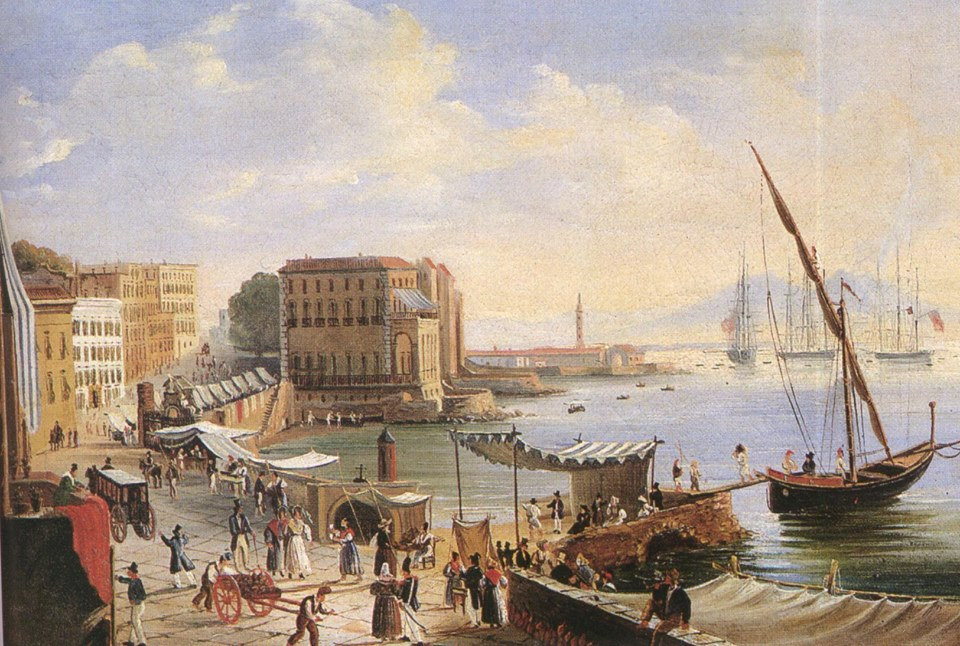
Neapel, Borgo Santa Lucia um 1840

Cottrau publizierte das Lied 1849 als Barkarole in neapolitanischer Mundart und übersetzte es in der Folge während des Risorgimento ins Italienische. Der Text preist den damals pittoresken Fischerhafen des Borgo Santa Lucia am Golf von Neapel, und zwar in den Worten eines Schiffers, der zu einem Bootsausflug in der erfrischend kühlen Abendluft einlädt.
Das Lied wurde binnen kurzem zum Welterfolg mit Übersetzungen unter anderem ins Englische durch Thomas Oliphant, publiziert in Baltimore bei M. McCaffrey. Das Lied wurde von Enrico Caruso ebenso gesungen wie von Elvis Presley (veröffentlicht 1965 auf dem Album Elvis for Everyone). Die bekannteste schwedische Version ist die Luciasången. Die tschechische Variante  (Krásná je Neapol) preist die Schönheit Neapels.

## Text
| Italienischer Text | Übersetzung |
| Sul mare luccica l'astro d'argento; placida è l'onda, prospero il vento. Venite all'agile barchetta mia! Santa Lucia, Santa Lucia! Con questo zeffiro così soave oh com'è bello star sulla nave! Su passeggeri, venite via! Santa Lucia, Santa Lucia! In fra le tende bandir la cena in una sera così serena chi non dimanda, chi non desia? Santa Lucia, Santa Lucia! O dolce Napoli, o suol beato, ove sorridere volle il creato! Tu sei l’impero dell’armonia! Santa Lucia, Santa Lucia! | Auf dem Meer glitzert das Silbergestirn; die See ist ruhig, der Wind günstig. Kommt auf mein wendiges Boot! Santa Lucia, Santa Lucia! Bei diesem linden Westwind, o wie schön ist es auf dem Schiff! Auf, Passagiere, kommt mit! Santa Lucia, Santa Lucia! Zwischen den Sonnensegeln zum Mahl laden, an einem so heiteren Abend, wer wünscht das nicht, wer ersehnte es nicht? Santa Lucia, Santa Lucia! O süßes Neapel, glückseliger Landstrich, wo die Schöpfung zu lächeln beschloss! Du bist das Reich der Harmonie! Santa Lucia, Santa Lucia. |